# Reiner Ferreira Correa Gomes
Reiner Ferreira Correa Gomes oder kurz Reiner Ferreira bzw. Ferreira (* 17. November 1985 in São Paulo) ist ein ehemaliger brasilianischer Fußballspieler.

## Karriere
Ferreira startete seine Profikarriere 2006 bei CA Assisense. Anschließend spielte er für eine Reihe von brasilianischen Klubs. 2008 wechselte er zum ersten Mal ins Ausland und heuerte bei al-Wasl aus den Vereinigten Arabischen Emiraten. Bereits 2009 kehrte er nach Brasilien zurück. Bis 2011 spielte er hier bei unterklassigen Klubs. Zu Saisonbeginn 2012 hatte ihn der SC Corinthians Alagoano unter Vertrag genommen. Der Spieler trat aber nicht für den Klub an, sondern wurde direkt aus geliehen. Er kam zur Académica de Coimbra in Portugal, wo er bis Januar 2014 antrat. Dann wechselte Ferreira zu Suwon Samsung Bluewings einem Klub aus Südkorea. Nach Beendigung der Saison kehrte er zunächst in seine Heimat zurück und trat für den SC Santa Rita in der Staatsmeisterschaft von Alagoas an. Zur Saison 2015/16 wechselte er in die türkische TFF 1. Lig zu Adana Demirspor. Am Ende der Saison verließ er den Klub wieder.
Danach scheint er bis Jahresende 2016 ohne neuen Kontrakt gewesen zu sein. In der Saison 2017 trat er in den USA für die San Francisco Deltas an. Für seine Zeit bei den Deltas wurde er als bester Abwehrspieler der NAS League geehrt, musste sich aber einen neuen Klub suchen, da das Franchise trotz Gewinns der Meisterschaft geschlossen wurde. Zur Saison 2018 unterzeichnete Ferreira daher bei den Indy Eleven. Seine Karriere ließ Ferreira dann ab 2019 beim Boa EC und ab März 2020 CE Operário Várzea-Grandense ausklingen.